# Pinus amamiana
Pinus amamiana är en tallväxtart som beskrevs av Gen-Iti Koidzumi. Pinus amamiana ingår i släktet tallar, och familjen tallväxter. Inga underarter finns listade i Catalogue of Life.
Arten förekommer i Japan på Kyushu. Den lever i kulliga regioner mellan 50 och 900 meter över havet. Pinus amamiana ingår i öppna trädgrupper i klippiga områden.
Beståndet hotades tidigare av skogsbruk. Ett aktuellt hot är introducerade tallar från Nordamerika. IUCN kategoriserar arten globalt som starkt hotad.